# Malo (animal)
Malo es un género de medusas carybdeidas perteneciente a la familia Carukiidae. 

## Especies
El género contiene cuatro especies:
- Malo bella Gershwin, 2014
- Malo filipina Bentlage y Lewis, 2012
- Malo kingi Gershwin, 2007
- Malo maxima Gershwin, 2005

## Taxonomía
El género fue descrito científicamente por la bióloga marina australiana Lisa-Ann Gershwin 2005, con su primera especie Malo maximus, y posteriormente en 2007 describió otra, Malo kingi . Ambas especies son extremadamente venenosas. En 2012 se describió la tercera especie, Malo filipina, de Filipinas, y la cuarta se descubrió en 2014 en el norte de Australia, M. bella, que es la más pequeña del grupo.